# Gynoplistia patruelis
Gynoplistia patruelis är en tvåvingeart. Gynoplistia patruelis ingår i släktet Gynoplistia och familjen småharkrankar.

## Underarter
Arten delas in i följande underarter:
- G. p. eburneocincta
- G. p. patruelis